# Antagoniste
Pour les articles homonymes, voir Antagoniste (homonymie).
Un antagoniste (du mot grec ἀνταγωνιστής, antagonistes, de άντι, face à et άγών, combat : « opposant, adversaire, rival »), dans le théâtre grec antique, est un personnage, un groupe de personnages, ou une institution, qui représente l'opposition du protagoniste. En d'autres termes, « une personne, ou un groupe de gens qui s'opposent au(x) personnage(s) principal/principaux ». Par exemple, dans certaines histoires classiques, un héros combat, d'une manière ou d'une autre, un méchant, et les deux personnages peuvent être considérés comme étant un protagoniste et un antagoniste. L'antagoniste peut également représenter une menace ou un obstacle au personnage principal.
Outre le champ théâtral d'origine, ce terme peut être appliqué à d'autres arts du récit comme la littérature, la bande dessinée ou le cinéma.